# Asamblea Nacional (Zambia)
La Asamblea Nacional de Zambia es el órgano unicameral que ostenta el poder legislativo del mencionado país. Entre 1972 y 1990, Zambia fue un estado de partido único con el Partido Unido de la Independencia Nacional (UNIP) como el único partido legal.
La primera reunión del Parlamento de Rodesia del Norte tuvo lugar el 23 de mayo de 1924 en Livingstone, la primera capital de Rodesia del Norte. Los asistentes elegidos en las elecciones de 2016 eran el vigésimo tercer Parlamento electo desde que el gobierno parlamentario empezó en Zambia. Esto hace que tenga el parlamento más antiguo de África todavía en funciones.
Desde la independencia el 24 de octubre de 1964, Zambia ha tenido 11 legislaturas electas, ya sea bajo el estado de partido único o bajo elecciones democráticas .
Según Artículo 62 de la Constitución de Zambia, la Asamblea es la que ejerce el poder legislativo del país. A través de los poderes otorgados por la Constitución, auditoría a los cargos nacionales y la aprobación final de las leyes. La Asamblea Nacional, consta de miembros elegidos y nominados que lleva a cabo una ancha gama de responsabilidades públicas importantes.
Estas responsabilidades incluyen hacer leyes (Actos de Parlamento), aprobando propuestas para impuestos y gasto público, y sometiendo el trabajo del Gobierno a escrutinio y revisión.

## Historia
En el momento de la independencia de Zambia en 1964, la Asamblea Nacional estaba albergada en unos locales inadecuados detrás de las oficinas Centrales del Gobierno en Lusaka, generalmente conocidos como "Área de Secretaría".  Por lo tanto, resultó evidente que se debería construir un edificio más adecuado para hacer frente a la expansión futura y también para proporcionar alojamiento adecuado a las oficinas y los despachos de los miembros.
Se eligió un lugar situado en la cima de una colina baja en Lusaka, que dominaba el paisaje circundante de la ciudad. El lugar también fue, en su momento, donde se encontraba la vivienda del jefe de la aldea, Lusaka, que da nombre a la ciudad.
Se diseñó el edificio de Asamblea Nacional de tal forma que su aspecto externo expresa la dignidad y poder de Gobierno, mientras internamente,  está planeado para funcionar como centro de administración.  El punto central del edificio es la Cámara, rica en decoración y color en contraste con el resto del edificio.

## Sistema electoral
Los parlamentarios son elegidos para un mandato de 5 años en elecciones en las que pueden votar todos los ciudadanos mayores de 18 años, residentes en el país y en pleno uso de sus derechos constitucionales.
Existen 156 circunscripciones electorales que se eligen utilizando el escrutinio mayoritario uninominal. Ocho escaños adicionales son designados por el Presidente de la República y 3 miembros son ex officioincluyendo el Vicepresidente.

## Últimas elecciones
| Partido                                                                                      | Votos     | %      | Escaños | +/−   |
| -------------------------------------------------------------------------------------------- | --------- | ------ | ------- | ----- |
| Partido Unido para el Desarrollo Nacional                                                    | 2.230.324 | 46,22  | 82      | +24   |
| Frente Patriótico                                                                            | 1.722.718 | 35,70  | 60      | -20   |
| Partido Socialista                                                                           | 31.325    | 1,27   | 0       | Nuevo |
| Partido Democrático                                                                          | 50.886    | 1,05   | 0       | 0     |
| Alianza del Pueblo por el Cambio                                                             | 20.227    | 0,42   | 0       | 0     |
| Partido de la Unidad Nacional y el Progreso                                                  | 13.178    | 0,27   | 0       | 0     |
| Partido Unido de la Independencia Nacional                                                   | 12.742    | 0,26   | 0       | 0     |
| Foro para la Democracia y el Desarrollo                                                      | 4.006     | 0,08   | 0       | -1    |
| Congreso Democrático Nacional                                                                | 3.807     | 0,08   | 0       | Nuevo |
| Movimiento para la Democracia Multipartidista                                                | 3.665     | 0,08   | 0       | -3    |
| Movimiento por el Liderazgo                                                                  | 3.585     | 0,07   | 0       | Nuevo |
| Partido Demócrata Cristiano                                                                  | 3.471     | 0,07   | 0       | Nuevo |
| Partido del Patrimonio de Zambia                                                             | 1.762     | 0,04   | 0       | 0     |
| Partido Dorado de Zambia                                                                     | 858       | 0,02   | 0       | Nuevo |
| Partido Restauración Nacional de Zambia                                                      | 664       | 0,01   | 0       | 0     |
| Unidos por el Desarrollo Sostenible                                                          | 55454     | 0,01   | 0       | Nuevo |
| Partido Verde de Zambia                                                                      | 499       | 0,01   | 0       | 0     |
| Zambia Unida Próspera y Pacífica                                                             | 309       | 0,01   | 0       | Nuevo |
| Movimiento por el Cambio Democrático                                                         | 306       | 0,01   | 0       | Nuevo |
| Patriotas por el Progreso Económico                                                          | 232       | 0,00   | 0       | Nuevo |
| Luchador por la libertad económica                                                           | 104       | 0,00   | 0       | 0     |
| Independientes                                                                               | 690.418   | 14,31  | 13      | -1    |
|                                                                                              |           |        |         |       |
| Designados por el Presidente de la República                                                 | -         | -      | 11      | -     |
| Total                                                                                        | 4.825.640 | 100%   | 167     | 0     |
| Votos válidos                                                                                | 4.825.640 | 97,74  |         |       |
| Votos nulos/ en blanco                                                                       | 111.726   | 2,26   |         |       |
| Votos totales                                                                                | 4.937.366 | 100,00 |         |       |
| Votantes registrados / participación                                                         | 7.023.499 | 70,30  |         |       |
| Fuente: ECZ Archivado el 28 de agosto de 2021 en Wayback Machine., ECZ, ECZ (Kaumbwe const.) |           |        |         |       |